# Protesty v Srbsku (2024–2025)

Červený otisk ruky, symbol používaný protestujícími.

Protesty v Srbsku vypukly v listopadu 2024 v Novém Sadu poté, co se zde zřítil přístřešek vlakového nádraží, kvůli čemuž zahynulo 16 lidí a jeden člověk byl těžce zraněn. Do března 2025 se protesty rozšířily do 400 měst a obcí po celém Srbsku a stále pokračují. Protesty vedené univerzitními studenty požadují, aby vláda vyvodila odpovědnost za neštěstí.
Kromě každodenních protestů bylo zorganizováno několik rozsáhlých studentských protestů v univerzitních centrech měst Novi Sad, Kragujevac, Niš a Bělehrad. Proběhly další protestní akce, včetně pěších protestů, protestního cyklistického závodu z Bělehradu do Štrasburku a blokády srbského rozhlasu a televize, která vážně narušila jejich program.
Studenty vedené protesty nabraly na intenzitě poté, co policie 28. června 2025 zadržela několik účastníků protivládního shromáždění v Bělehradě, kterého se zúčastnilo asi 140 tisíc lidí. Prezident Aleksandar Vučić  oznámil, že bezpečnostní složky zadrží ještě „mnohem více lidí“. Demonstranti od té doby požadují propuštění zadržených.
V Bělehradu vyrostly na řadě míst barikády. Protesty probíhají v dalších 20 srbských městech.